# Kong Ra
Kong Ra (em tailandês: อำเภอกงหรา) é um distrito da província de Phatthalung, no sul da Tailândia. É um dos 11 distritos que compõem a província. Sua população, de acordo com dados de 2012, era de 35 255 habitantes, e sua área territorial é de 255,856 km².